# Friedrich Janke

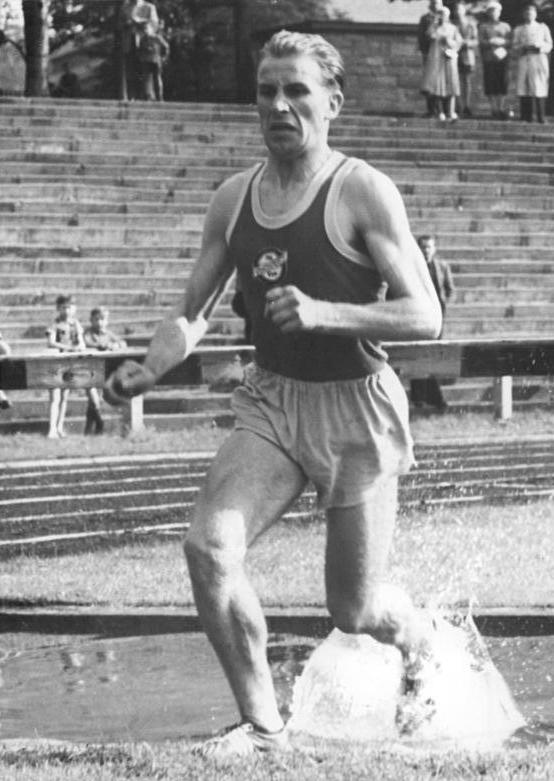
Friedrich Janke wird 1956 DDR-Meister über 3000 Meter Hindernis

Friedrich Janke (* 19. April 1931 in Skordiniza, Pommern) ist ein deutscher Leichtathlet und Olympiateilnehmer, der – für die DDR startend – in den 1950er und 1960er Jahren erfolgreich war. Sein größter Erfolg gelang ihm mit der Silbermedaille im 10.000-Meter-Lauf bei den Europameisterschaften 1962.

## Leben
Am 16. März 1958 stellte er in Berlin eine Hallen-Weltbestleistung im 3000-Meter-Lauf auf (8:09,4 min). Von 1955 bis 1959 stellte er vier DDR-Rekorde im 5000-Meter-Lauf auf.
Er wurde fünfmal DDR-Meister im 10.000-Meter-Lauf (1957, 1959, 1961, 1962, 1963) und zweimal DDR-Meister im 5000-Meter-Lauf (1957, 1963), zweimal DDR-Meister im 3000-Meter-Hindernislauf (1954, 1956).
Friedrich Janke kam nach dem Zweiten Weltkrieg nach Mecklenburg. Anfangs arbeitete er in der Landwirtschaft, später ging er zur Kasernierten Volkspolizei und zur Nationalen Volksarmee. Dort gewann er als 21-jähriger Offiziersschüler 1952 überraschend einen Waldlauf. Dieses Erlebnis und die Siege von Emil Zátopek bei den Olympischen Spielen 1952 motivierten ihn, ernsthaft zu trainieren.
Sein erster großer sportlicher Erfolg war der DDR-Meistertitel im 3000-Meter-Hindernislauf 1954, danach war er vor allem im 5000- und 10.000-Meter-Lauf erfolgreich und nahm unter anderem an den Olympischen Spielen 1956 und 1960 teil. 1964 misslang ihm die Qualifikation für die Olympischen Spiele. Er beendete daraufhin seine Sportlerlaufbahn und wurde Trainer in Cottbus und Potsdam. Bei ihm trainierten unter anderem die Olympia-Medaillengewinnerinnen Gunhild Hoffmeister und Ulrike Bruns sowie die Marathonläuferin Uta Pippig.
Friedrich Janke startete für den ASK Vorwärts Berlin und trainierte bei Curt Eins. In seiner Wettkampfzeit war er 1,70 m groß und 65 kg schwer. Er hat zwei Töchter, einen Sohn, mittlerweile fünf Enkelkinder und lebt in Potsdam.

## Starts bei internationalen Höhepunkten
(jeweils für die DDR in einer gemeinsamen deutschen Mannschaft)
- 1956, Olympische Spiele, 5000 m: im Vorlauf ausgeschieden
- 1958, Europameisterschaften, 5000 m: Platz 8 (14:17,0 min)
- 1960, Olympische Spiele, 5000 m: Platz 4 (13:46,8 min)
- 1962, Europameisterschaften, 5000 m: im Vorlauf ausgeschieden; 10.000 m: Platz 2 (29:01,6 min)

## DDR-Rekorde
(mit Ausnahme der 14:23,8 min im 5000-Meter-Lauf später zu gesamtdeutschen Rekorden erklärt)
- 3000 m
  - 8:03,6 min, 10. Juni 1956, Warschau
- 5000 m
  - 14:23,8 min, 6. August 1955, Warschau
  - 14:04,6 min, 30. September 1956, Dresden
  - 13:52,0 min, 4. August 1957, Moskau
  - 13:46,8 min, 16. Juli 1959, Oslo
  - 13:42,4 min, 5. September 1959, Berlin
- 10.000 m
  - 29:21,2 min, 12. Oktober 1957, Brno